# Andrew Pozzi
Andrew Pozzi (* 15. května 1992) je britský atlet, specializující se na krátké překážkové běhy, halový mistr Evropy v běhu na 60 metrů překážek z roku 2017.

## Sportovní kariéra
V roce 2011 se stal juniorským vicemistrem Evropy v běhu na 110 metrů překážek. Na halových světových šampionátech v letech 2014 i 2016 obsadil v běhu na 60 metrů překážek vždy čtvrté místo. Dosud největší úspěch pro něj představuje titul halového mistra Evropy v běhu na 60 metrů překážek z šampionátu v Bělehradu v roce 2017.

## Osobní rekordy
- 110 metrů překážek - 13,14 (2017)
- 60 metrů překážek – 7,43 (2017) (hala)